# Kemneriella malaiseorum
Kemneriella malaiseorum is een vlinder uit de familie wespvlinders (Sesiidae), onderfamilie Sesiinae.
Kemneriella malaiseorum is voor het eerst wetenschappelijk beschreven door Bryk in 1947. De soort komt voor in het Oriëntaals gebied.